# Макс (фильм)
«Макс» (англ. Max) — кинодрама о взаимоотношениях Адольфа Гитлера с вымышленным персонажем Максом Ротманом.
Теглайн фильма: «Искусство + Политика = Власть» (Art + Politics = Power).

## Сюжет
Макс Ротман — еврейский ветеран битвы на Ипре, где он потерял руку. В тяжёлое послевоенное время Макс открывает галерею современного искусства, где пытается отразить суть войны. К нему приходит молодой художник Гитлер, желающий выставить свои работы. Ротману кажется, что у Гитлера есть талант, но он не смог раскрыть свой внутренний потенциал для создания великого искусства. Хотя Ротман знает об антисемитизме своего нового знакомого, он сочувствует Гитлеру, которому после войны было не с чем вернуться домой, и призывает его глубже погрузиться в искусство.
Одновременно капитан Майр предлагает Гитлеру выступать перед людьми с антисемитской пропагандой.

## В ролях
| Актёр          | Роль             |
| -------------- | ---------------- |
| Джон Кьюсак    | Макс Ротман      |
| Ноа Тейлор     | Адольф Гитлер    |
| Лили Собески   | Лизлор фон Пельц |
| Молли Паркер   | Нина Ротман      |
| Ульрих Томсен  | Карл Майр        |
| Кевин Маккидд  | Георг Гросс      |
| Питер Капальди | Дэвид Кон        |
| Дейзи Хаббард  | Хайди            |
| Юлия Высоцкая  | Элен             |

## Критика
На агрегаторе рецензий Rotten Tomatoes рейтинг одобрения составляет 69 % на основе 110 обзоров.
Питер Брэдшоу из The Guardian похвалил фильм за «умные и правдоподобные суждения о карьере и судьбе», а Марк Кермоуд описал его так: «Далеко не безупречный, но достойный похвалы за свою наглость». Роджер Эберт из Chicago Sun-Times поставил 3,5 звезды из 4 и заметил, что «размышлять о ранних годах Гитлера, зная о его более поздних годах, значит понимать, как жизнь может разыгрывать космические трюки с трагическими результатами».
С другой стороны, Питер Трэверс из Rolling Stone написал: «Немногие серьезные фильмы могут пережить такую линию. Макс, конечно, нет». Кеннет Туран из Los Angeles Times аналогичным образом прокомментировал: «Потенциально интересный сюжет с банальным сценарием, невыразительной игрой и безразличной режиссурой».